# شرلوك هولمز في القرن الثاني والعشرين
شارلوك هولمز هو مسلسل رسوم متحركة أمريكي قصته تعديل لقصة المتحري الشهير شارلوك هولمز. حيث تدور الأحداث في القرن 22. بطلها شرير يدعى مورياتي، عادةً ما يهرب من شارلوك هولمز لكن شارلوك هولمز يفشل خططه للسيطرة على المدينة. دُبلج المسلسل للغة العربية بواسطة مركز الزهرة وعرض لأول مرة على قناة سبيستون في عام 2007، ولاحقاً على  قناة سبيس باور عام 2009.

## الشخصيات

### الشخصيات الرئيسية هي
- شارلوك هولمز
- واتسون
- ليستراد
- جيمس مورياتي

## الأصوات العربية
سامر رضوان - شارلوك هولمز

### ابطال القصة
- شارلوك هولمز: هو المتحري صاحب الرأي السديد وله نظرة ثاقبة وعادة ما يمكنه حل أي قضية وهو جالس في مكتبه ولكنه يحب أن يلحق نظرياته بالحقائق الواقعية ولذا فهو عادة ما يجوب ساحات لندن ليحل الجرائم.
- واطسون: الطبيب الذي يصاحب شارلوك هولمز كظله تماما، شخص عاطفي، يحب مساعدة الناس وخصوصا الأطفال. يلتقي بهولمز بينما كان في سفينة متجهة إلى إنجلترا. وكان عائدا من رحلته في الجيش من أفغانستان.
- لستراد: شرطي سكوتلنديارد الأمين تقع كل المصائب على رأسه ولا يتمكن من حل أي قضية دون تدخل شارلوك هولمز في الموضوع.
- موريارتي: المجرم الذي يؤرق فكر لندن. هو المجرم الوحيد الذي لم تستطع سكوتلانديارد الإمساك به وهو أستاذ في الرياضيات والعلوم والميكانيكا يرافقه مساعداه الغبيان تود وسمايلي اللذان يفشلان خططه غالبا.

### الأحداث
تبدأ الحكاية على متن السفينة المتجهة إلى إنجلترا، حيث يكون البطل شارلوك هولمز على وشك الصعود إلى السفينة فيسبقه الدكتور واطسون (قبل صداقتهما) ومنذ البرهة الأولى، عرف شارلوك هولمز أن واتسون طبيب، وساعده في الصعود إلى السفينة، وهذا كان أول لقاء لهما معًا لتبدأ أحداث 25 حلقة يغامران فيها ويحلان فيها القضايا.

## روابط خارجية
- شرلوك هولمز في القرن الثاني والعشرين على موقع IMDb (الإنجليزية)
- شرلوك هولمز في القرن الثاني والعشرين على موقع كينوبويسك (الروسية)
- شرلوك هولمز في القرن الثاني والعشرين على موقع ألو سيني (الفرنسية)
- شرلوك هولمز في القرن الثاني والعشرين على موقع قاعدة بيانات الفيلم (الإنجليزية)